# Euprymna berryi
Euprymna berryi (лат.) — вид мелких головоногих моллюсков рода Euprymna из семейства сепиолид (Sepiolidae).
Встречаются в тропических и субтропических водах Индийского и Тихого океанов от Китая и Японии до Индонезии. Обитают на глубинах от 1 до 500 м. Наблюдается половой диморфизм по размеру: длина тела от 30 мм (самцы) до 50 мм (самки). Яркоокрашенные зеленовато-синие моллюски, которых сравнивают с колибри (англ. Humming-bird Bobtail Squid). Округлое тело имеет восемь коротких щупалец с присосками и два длинных щупальца. Внесён в Международную Красную книгу МСОП. Вид был впервые описан в 1929 году японским зоологом М. Сасаки (M. Sasaki, 1929) по материалам из Японии (воды около острова Хонсю). Присоски располагаются на щупальцах в 4 ряда. 4-я пара рук самцов несёт 6—7 пар увеличенных присосок. У самцов третья пара рук не загнута внутрь (ко рту). В передней части чернильного мешка имеется светящийся орган.